# Fresnes-Tilloloy
Fresnes-Tilloloy är en kommun i departementet Somme i regionen Hauts-de-France i norra Frankrike. Kommunen ligger i kantonen Oisemont som tillhör arrondissementet Abbeville. År 2022 hade Fresnes-Tilloloy 211 invånare.

## Befolkningsutveckling
Antalet invånare i kommunen Fresnes-Tilloloy
| Referens: INSEE |